# NGC 6823
NGC 6823 (również OCL 124 lub LBN 135) – gromada otwarta znajdująca się w gwiazdozbiorze Liska. Odkrył ją William Herschel 17 lipca 1785 roku. Znajduje się w odległości ok. 10,4 tys. lat świetlnych od Słońca.